# Альбский ярус
| система | отдел    | ярус          | Ниж. граница, млн лет |
| --- | -------- | ------------- | --------------------- |
| Палеоген | Палеоцен | Датский       | 66,0                  |
| Мел | Верхний  | Маастрихтский | 72,2 ±0,2             |
| Мел | Верхний  | Кампанский    | 83,6 ±0,2             |
| Мел | Верхний  | Сантонский    | 85,7 ±0,2             |
| Мел | Верхний  | Коньякский    | 89,8 ±0,3             |
| Мел | Верхний  | Туронский     | 93,9 ±0,2             |
| Мел | Верхний  | Сеноманский   | 100,5 ±0,1            |
| Мел | Нижний   | Альбский      | 113,2 ±0,3            |
| Мел | Нижний   | Аптский       | 121,4 ±0,6            |
| Мел | Нижний   | Барремский    | 125,77*               |
| Мел | Нижний   | Готеривский   | 132,6 ±0,6            |
| Мел | Нижний   | Валанжинский  | 137,05 ±0,2           |
| Мел | Нижний   | Берриасский   | 143,1 ±0,6            |
| Юра | Верхняя  | Титонский     | больше                |
| Деление и золотые гвозди в соответствии с IUGS по состоянию на декабрь 2024 года *Золотой гвоздь отмечен в шкале, но в действительности ещё не ратифицирован. |          |               |                       |

Альбский ярус (альб) — верхний (шестой снизу) ярус нижнего отдела меловой системы. Объединяет породы, образовавшиеся в течение альбского века, который продолжался от около 113,0 до 100,5 млн лет назад. Установлен в 1842 году французским натуралистом и палеонтологом Альсидом д’Орбиньи и назван по латинскому названию реки Об (Alba). Альбский ярус подразделяется на три подъяруса: нижний, средний и верхний. Некоторые геологи называли альбский ярус гольтским ярусом (гольт).
Для альбского яруса характерны аммониты Stoliczkaia dispar, Hoplites dentatus, Douvilleiceras mammillatum, Leymeriella tardefurcata.
Отложения альбского яруса распространены в Среднем Поволжье, Урало-Эмбинском районе, на Копетдаге и в Крыму, в Северной Америке, Западной Европе и др. Морские отложения альба — глины, аргиллиты, мергели, флиш песчано-глинистый, гравелиты, песчаники; континентальные — песчано-глинистые, углистые и каолинитизованные образования; вулканогенные породы. Мощность отложений альба достигает 1000 м. Альбские отложения залегают с перерывом или непрерывно на аптских, и перекрываются (редко с перерывом) отложениями сеноманского яруса.